# Chugaev-reactie
De Chugaev-reactie (alternatieve spelling: Čugaev of Tschugaeff) is een methode om alcoholen om te zetten naar olefines via intermediair gevormde xanthaten:
De reactie werd door de Rus Lev Čugaev voor het eerst beschreven in 1899. Soms spreekt men ook wel over de Chugaev-eliminatie.

## Reactiemechanisme
Bij behandelen van alcohol 1 met een base ontstaat alkoxide 2, hetwelke zal reageren met koolstofdisulfide ter vorming van xanthaat 3. Deze verbinding wordt met joodmethaan gealkyleerd waardoor thio-ester 4 wordt gevormd. Pyrolyse van dit intermediair resulteert in ontbinding tot alkeen 6 en methylxanthaat (7). Degradatie verloopt via de cyclische transitietoestand 5, waarbij de waterstof getransfereerd wordt naar de thiocarbonyl functionele groep en een thio-ester uitgestoten wordt (syn-eliminatie). Methylxanthaat (7) zal verder degraderen ter vorming van methaanthiol en carbonylsulfide (COS).